# Chameleon (composition)
Chameleon est un standard de jazz composé par Herbie Hancock en 1973.

## À propos du morceau
Il est interprété avec Bennie Maupin, Paul Jackson, Harvey Mason et Bill Summers sur l'album Head Hunters (1973). La version originale dure 15 min 44 s, avec des solos de Hancock et Maupin. Un montage à 9 min 41 s omet un segment désaccordé, et comporte une nouvelle ligne de basse ajoutée vers 6 min 40 s et de nouveaux instruments ajoutés en post-production[réf. souhaitée].

## Analyse
Pour l'essentiel, Chameleon est entièrement construit sur un ostinato à deux accords: un I-IV en si bémol dorien (si bémol m7 et mi bémol 7),. La mélodie est basée sur une gamme blues (pentatonique de si bémol mineur avec la quarte augmentée).
La composition compte une ligne de basse caractéristique qui suit un rythme funk. La basse joue des arpèges partiels des accords. Des mouvements chromatiques en anacrouse permettent à la ligne de basse d'arriver à la fondamentale de chaque accord sur chaque premier temps des mesures.
La ligne de basse de douze notes du morceau est jouée par Hancock sur un ARP Odyssey,. L'autre solo de clavier est joué sur un Fender Rhodes.

## Autres versions
Chameleon fait partie du répertoire de nombreux ensembles de jazz. Il est notamment interprété par, :
- Monty Alexander avec Sly Dunbar & Robbie Shakespeare sur Monty Meets Sly & Robbie (2000)
- Big Sam's Funky Nation
- Maynard Ferguson sur Chameleon (1973)
- Gov't Mule sur The Deepest End - Live in Concert (2003)
- Eddie Jefferson
- Stanley Jordan sur Bolero (1994)
- McBride/Payton/Whitfield sur Fingerpainting - The Music of Herbie Hancock (1997)
- James Morrison
- Maceo Parker sur My First Name Is Maceo (1994)
- Buddy Rich sur The Bull (1980)
- The String Cheese Incident
- Michał Urbaniak